# فيل دي فرايز
فيليب دي فرايز (بالإنجليزية: Philip De Fries؛ مواليد 21 أبريل 1986) هو مُقاتل فنون قتالية مختلطة بريطاني.

## وصلات خارجية
- فيل دي فرايز على موقع يو إف سي (الإنجليزية)
- فيل دي فرايز على موقع شيردوغ (الإنجليزية)
- فيل دي فرايز على موقع IMDb (الإنجليزية)